# Esquadrão Asiático

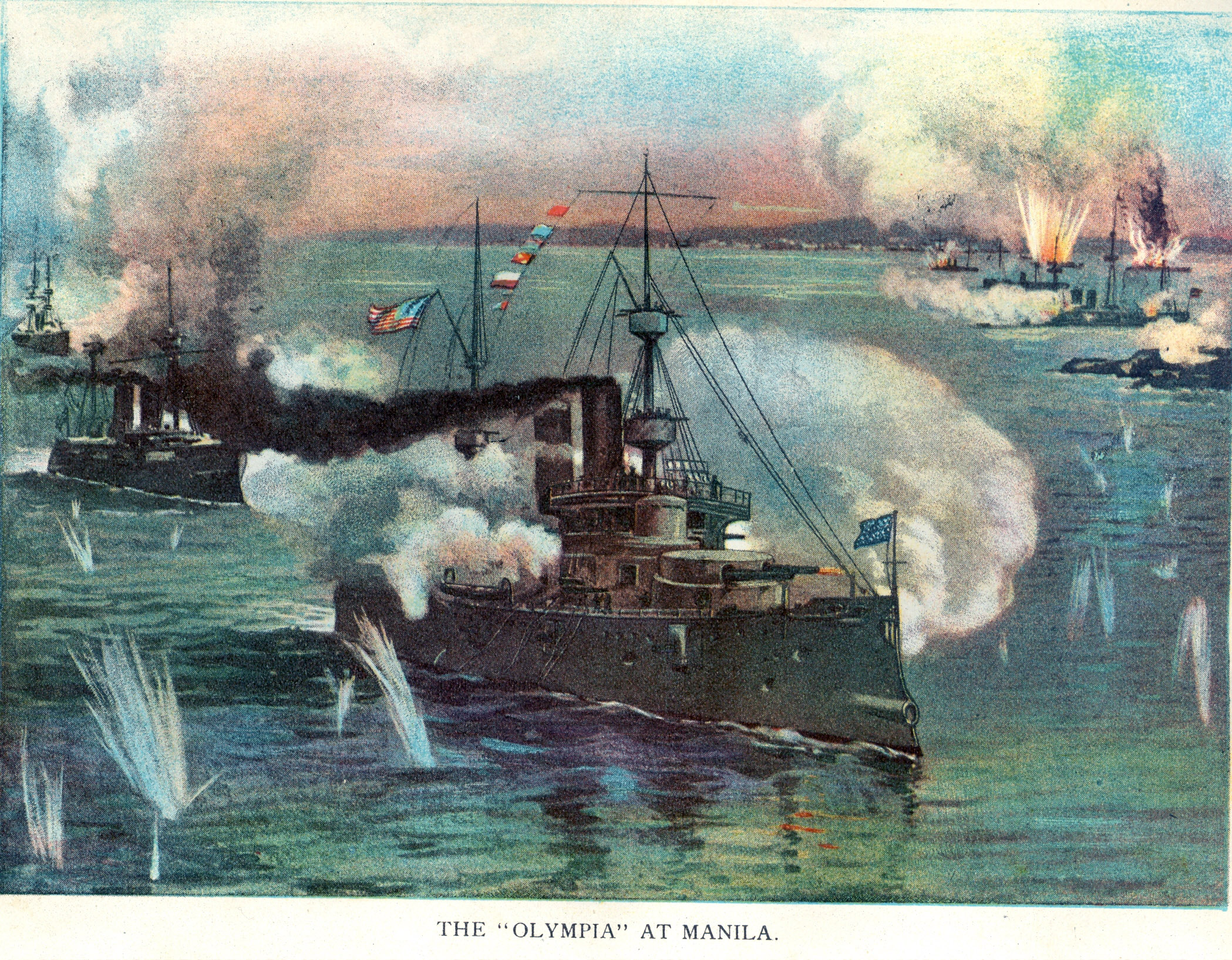
O Esquadrão Asiático derrotando a frota espanhola na Batalha da Baía de Manila em 1º de maio de 1898.

O Esquadrão Asiático era um esquadra de navios de guerra da Marinha dos Estados Unidos estacionados na Ásia oriental durante a segunda metade do século XIX. Foi criado em 1868, quando o Esquadrão das Índias Orientais foi dissolvido. Os navios do esquadrão estiveram envolvidos principalmente em assuntos relacionados ao comércio americano com a China e o Japão, embora tenha participado de vários conflitos ao longo de 34 anos de serviço até se tornar a Frota Asiática em 1902.